# Нектарець каштановий

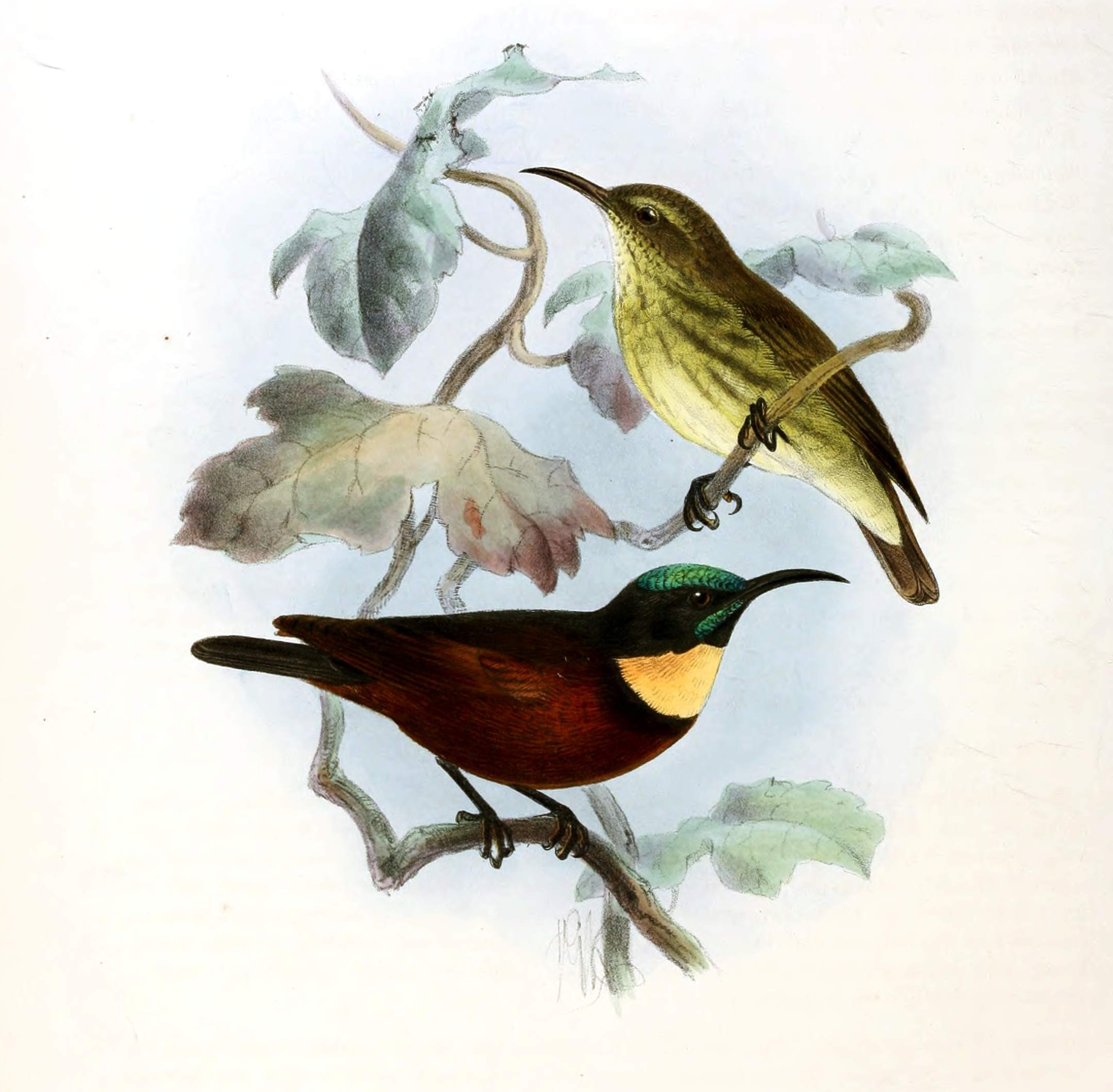
Каштанові нектарці

Некта́рець каштановий (Chalcomitra adelberti) — вид горобцеподібних птахів родини нектаркових (Nectariniidae). Мешкає в Західній Африці.

## Підвиди
Виділяють два підвиди:
- C. a. adelberti (Gervais, 1834) — від Гвінеї до Сьєрра-Леоне і Того;
- C. a. eboensis (Jardine, 1842) — від Беніну до південно-східної Нігерії і південно-західного Камеруну.

## Поширення і екологія
Каштанові нектарці пошимрені в Гвінеї, Гвінеї-Бісау, Сьєрра-Леоне, Ліберії, Кот-д'Івуарі, Гані, Того, Беніні, Нігерії та Камеруні. Вони живуть у вологих рівнинних тропічних лісах, на полях і плантаціях, в парках і садах.